# 幼稚園

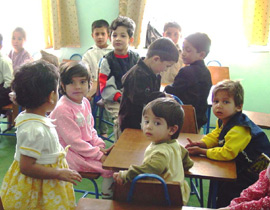
阿富汗一所幼儿园

幼儿园，又称幼稚园，是給學齡前兒童的培育設施，屬於一種學前教育機構。在部分地区，幼儿园是国民教育学制的一部分。兒童在幼儿园学习适合他们年龄的生活环境知识经验及生活常识，以及学习习惯和生活习惯等。

## 历史

### 英國

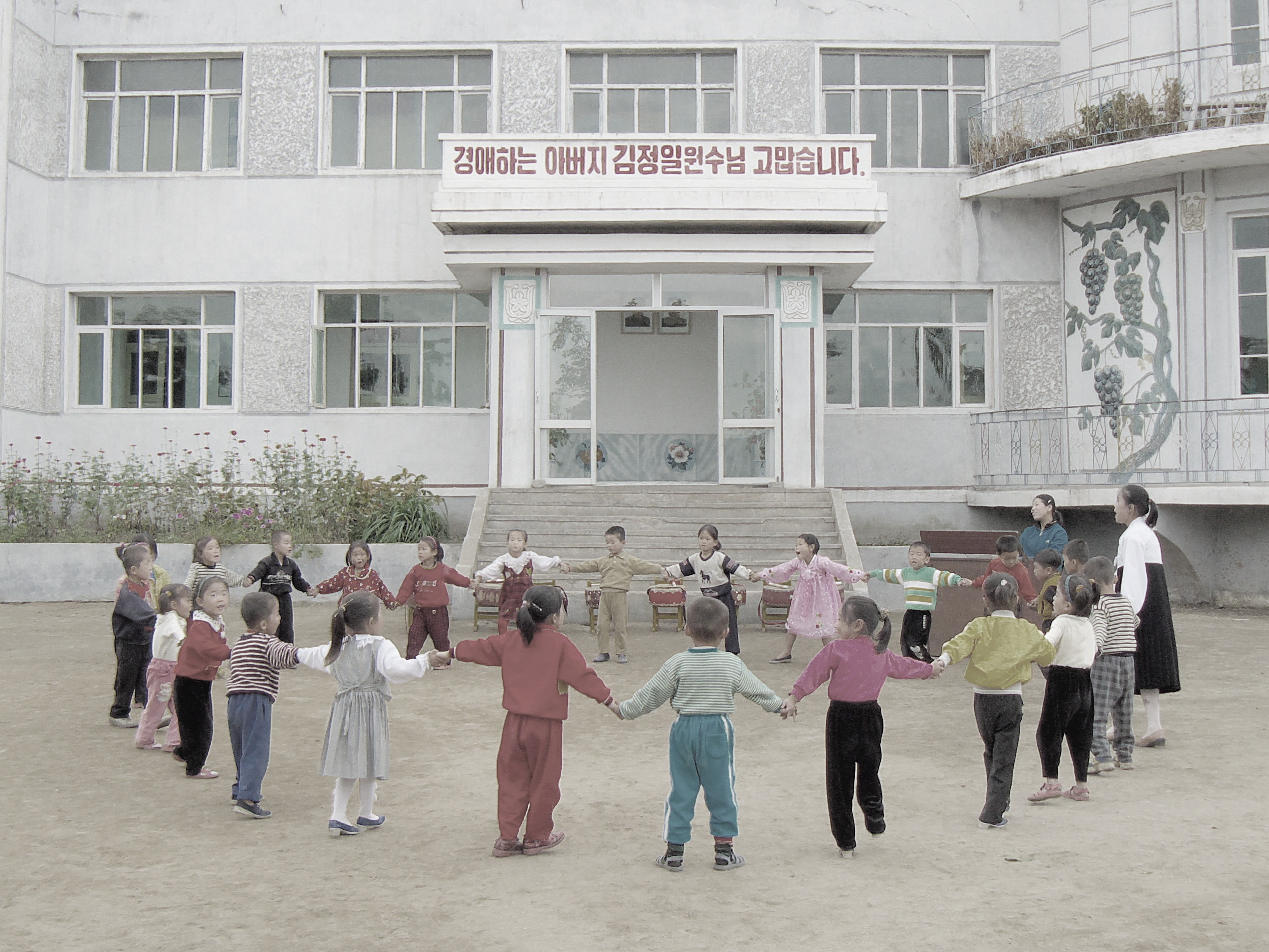
北韓幼稚園

1802年，罗伯特·欧文在苏格兰新拉纳克所办的幼儿学校为幼兒園的雛形。

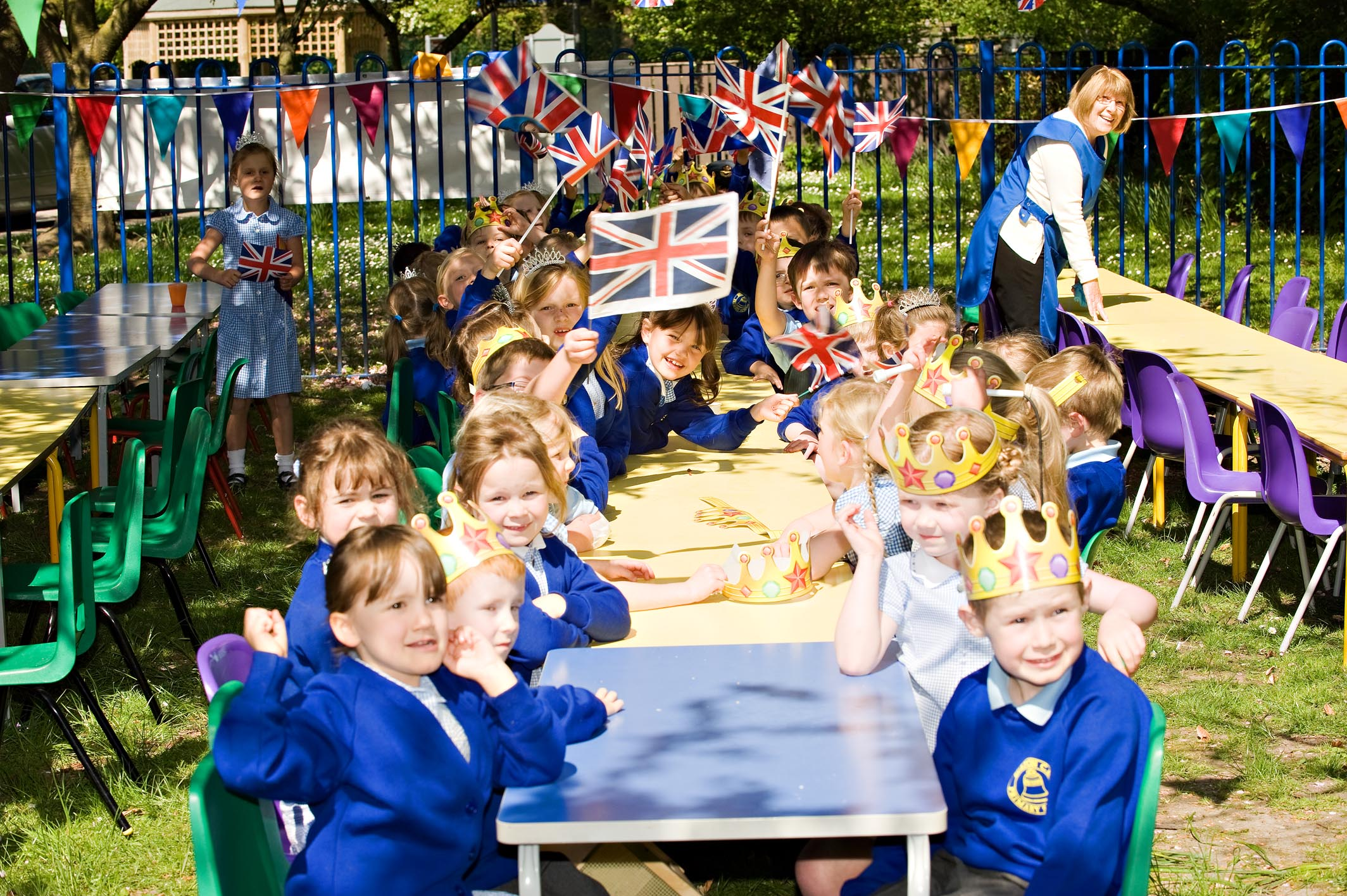
英國幼稚園

### 德國
1837年，福禄贝尔在德国士瓦本公国巴特布兰肯堡创办一所游戏活动机构。1840年起名幼儿园，德语为「Kindergarten」，意为「孩子的庭园」，这是世界上第一所幼儿园。

### 美國
美国的第一所幼儿园在1838年由福禄贝尔的学生Louisa Frankenberg在俄亥俄的哥伦布创办。另一所早期幼儿园是1856年Schurz夫人在威斯康星州Dodge 县水镇建立的，1873年改为公立。

### 中國大陸
- 1892年，基督教美以美會（後稱衛理公會）女布道士媧標禮、媧西利姐妹在福州倉前山開辦毓英寄宿女校及附屬保生堂，专门收育女婴并兼施教育‌，被視為幼稚園的前身。同年，毓英幼稚園成為獨立部分，並於1913年正式命名為毓英幼稚園，成為福建最早的一所幼稚園‌。
- 1898年2月，英国基督教长老公会的牧师韦玉振到福建厦门鼓浪屿传教，其夫人韦爱莉随同前来，夫妇二人在鼓浪屿鼓新路35号牧师楼创办了家庭式幼稚班——“怜儿班”；同年，怜儿班改为幼稚园，招收基督徒子女。
- 1903年1月，清政府颁布了《奏定蒙养院章程及家庭教育法章程》，明文规定“以蒙养院辅助家庭教育”，标志着中国官方开始创办幼稚园制度。
- 1922年11月，北洋政府教育部公布《学校系统改革令》，改“蒙养院”为“幼稚园”。
- 1951年，中华人民共和国教育部委托北京师范大学编写《幼兒園教育工作指南》，从此中国大陆地区绝大多数“幼稚园”都改名为“幼儿园”。有学者认为改变名称是因为当年普遍认为通俗语言的“幼儿园”比相对复杂难写难懂的“幼稚园”更容易为广大民众接受。
- 文革時期，部分地區曾將幼稚園稱為「育紅班」。

### 台灣
- 臺灣第一所幼稚園設立於日治時期1897年12月1日。起因為臺南市教育會蔡夢熊赴日考察，發現日本已有幼兒教育，故在返台後邀請台籍、日籍有力人士，在祀典武廟六和堂開辦「關帝廟幼稚園」。學生主要皆為仕紳富豪官宦的子女，男孩占2/3，但因缺乏師資及經費，1900年10月關閉，此後臺灣各地私立幼稚園亦多重蹈覆轍。
- 新竹市立新竹幼兒園是台灣唯一開業至今的幼稚園（1923年8月15日成立於北門街334號）。
- 1905年3月14日，臺灣總督府公佈「私立幼稚園規程」、1921年總督府公佈「公立幼稚園規程」，才使臺灣幼兒教育步上軌道。
- 馬英九政府於2011年公布《幼兒教育及照顧法》，並自2012年1月1日起正式啟動幼托整合，統一以「幼兒園」取代原先以教育為主體的「幼稚園」以及以托育為主體的「托兒所」。大眾一般還是稱為「幼稚園」。

## 各地幼儿教育体系

### 澳洲
在新南威尔士州，小学的第一年称为幼儿园。

### 中國大陸
在中国大陸，幼儿园招收3-5岁的儿童，进行初步的教育，但以游戏为主。由于在中国大陆，许多家庭夫妻双方都参加工作，所以也有招收1-3岁儿童的托儿所。由于小学控制入学年龄，一般小学和幼儿园也办学前班，招收5岁以上但不到6周岁入学年龄的儿童，作为适应学校生活的过渡。
幼儿园在城市已经基本普及，农村正在开始普及，有很大的需要要求。私立幼儿园也大量的建立，目前外资投资也看好这种项目，新加坡、香港的投资家开始在中国大陸建设幼儿园。
中国大陸的幼儿园基本都是全日制的，包括三餐；还有全托的（包括夜宿，每周接回家一次）。国家对幼儿园有评定标准，有专门的幼儿师范大学本科专业和专科学历，培养幼儿教师。幼儿园教师原来基本都为女性，但近些年也开始有男性进入幼儿教师领域。

### 香港
香港幼稚園是3-6歲兒童所接受的非強制性教育，主要以私營模式營辦的幼稚園提供，所以需要繳交學費。但在2021至2022學年，本地三至五歲兒童幾乎全部就讀幼稚園，人數約為156,000人。幼稚園有高班、低班及幼兒班課程，而現時大部分幼稚園只提供半日制，也有部分同時開辦全日制課程。
2023年，全港約有 1,040 所幼稚園，其中以九龍塘區的幼稚園競爭最為激烈。
N 班/學前班
在踏入幼稚園前，不少家長亦會考慮應否讓孩子入讀「N班」（又稱幼兒預備班/ Pre-Nursery/學前班/兩歲班）。家長的考慮點包括孩子的發展能力：若孩子還未學會母語，加入需學習第二語言的N班，可能會出現學習困難；N班的另一作用是讓孩子提早學習群體相處技巧、社交能力、獨立性和語言能力等，家長需視乎孩子需要決定是否報讀；N班亦可以讓孩子有不同的學習體驗，若家長平時較為忙碌，不能經常帶孩子到處游覽體驗，N班完整的課程更能帶領孩子擴闊視野。
托兒所/育嬰園
托兒所，又稱育嬰院，香港的托兒服務要視乎孩子的年齡，一般兩歲以下都會為小朋友選擇托嬰服務，育嬰院會針對嬰兒的需要提供相應服務，例如洗宝宝衫、幫助宝宝戒奶加固等。而托兒服務就針對兩歲至九歲的小朋友，照顧這個階段的小朋友一般會更重視接送上學、學興趣班、做功課、學習日常基本禮儀等。

### 法國
在法国，幼儿园叫做école maternelle，目前几乎所有儿童都参加学习。是国民教育部规定的一个正式教育阶段。

### 德國
幼儿园在德国不是实际学校系统的一部分。

### 印度
在印度，幼儿园分为两段- 低级幼儿园(LKG)和高级幼儿园(UKG)。一上完高级幼儿园，孩子进入小学一年级。幼儿园多数是私立的。2岁到2岁半的孩子进入托儿班（幼儿园的一部分）。

### 南韓
在韩国，孩子通常在5岁进入幼稚园（韓文: 유치원，读作"Yoo-chi won"），7岁前离开进入小学。幼儿园一般有三个年龄班。

### 北美
北美幼儿园通常是初级学校K-12教育系统的一部分。幼儿园放在正规教育的第一年。在安大略和威斯康星幼儿园分为两级：初级幼儿园和高级幼儿园(JK and SK)。不像法国，幼儿园在安大略法语中称为la maternelle。
孩子上完幼儿园就进入一年级。

## 延伸閱讀
- Cryan, J. R., Sheehan, R., Wiechel, J., & Bandy-Hedden, I. G. (1992)：全日制幼儿园的成功结果:几年以后更确定的行为和增长的成就。（童年早期研究季刊, 7(2),187-203. EJ 450 525）
- Elicker, J., & Mathur, S. (1997)：他们整天在做什么？全日幼儿园的综合评价.（童年早期研究季刊, 12(4), 459-480. EJ 563 073）
- Fusaro, J. A. (1997)：全日制幼儿园学生成就的效果:meta-分析.（儿童研究杂志, 27(4), 269-277. EJ 561 697）
- Greer-Smith, S. (1990). 全日幼儿园学生的学术成就的效果.Unpublished master's thesis，加州圣拉斐尔的多明我大学。ED 318 570.
- Gullo, D. F. (1990). 家庭环境的改变:牵连全日幼儿园发展（幼儿, 45(4), 35-39. EJ 409 110）
- Hough，D.，& Bryde，S. (1996年4月)。全日幼儿园学生成就和影响的效果。（美国教育研究协会，纽约. ED 395 691）
- Housden, T., & Kam, R. (1992)：全日幼儿园:研究摘要。加州Carmichael:圣胡安学区. ED 345 868.
- Karweit, N. (1992)：幼儿园经验。（教育领导, 49(6), 82-86. EJ 441 182）
- Koopmans, M. (1991)：全日制幼儿园看护成就效果纵向研究（新泽西州纽瓦克:纽瓦克教育Board. ED 336 494）
- Morrow, L. M., Strickland, D. S.,和Woo, D. G. (1998)：半日制和全日制幼儿园的读写教学.纽瓦克, DE: 国际阅读协会. ED 436 756.
- Olsen, D., & Zigler, E. (1989)：全日幼儿园运动评估。（童年早期研究季刊, 4(2), 167-186. EJ 394 085）
- Puleo, V. T. (1988). A review and critique 全日制幼儿园研究. （初等学校杂志, 88(4), 427-439. EJ 367 934）
- Towers, J. M. (1991)。Attitudes 朝向全日制，每日幼儿园.今日儿童, 20(1), 25-28. EJ 431 720.
- West, J., Denton, K., & Germino-Hausken, E. (2000).美国幼儿园 [Online].华盛顿:国家教育Statistics中心. Available: https://web.archive.org/web/20101208023947/http://nces.ed.gov/pubs2000/2000070.pdf.